# جون ستايسي
جون ستايسي (بالإنجليزية: John Stacy)‏ هو سياسي أمريكي، ولد في 29 مارس 1953. حزبياً، نشط في الحزب الديمقراطي.